# Silver (auteur)
Pour les articles homonymes, voir Silver et Silvestri.
Guido Silvestri, dit Silver (né en 1952) est un auteur de bande dessinée et responsable éditorial italien. Surtout connu pour sa série humoristique Albert le loup, il est considéré comme l'un des meilleurs auteurs italiens du genre,. 
Codirecteur avec Alfredo Castelli d'Eurêka à partir de 1983, il tente l'auto-édition entre 1989 et 1991 puis devient responsable éditorial chez Glénat Italia où il dirige un studio de bande dessinée à son nom.

## Prix
- 2002 : Prix Micheluzzi spécial, pour l'ensemble de son œuvre